# مقاطعة ديميت (تكساس)
مقاطعة ديميت (بالإنجليزية: Dimmit  County)‏ هي إحدى المقاطعات في ولاية تكساس، الولايات المتحدة الأمريكية.